# Урвасте
Урвасте (ест. Urvaste), місцева вимова Урвасти (ест. Urvastõ) — село в Естонії, входить до складу волості Урвасте, повіту Вирумаа.